# Paulo Ramos Alván
Paulo Ramos Alván (Distrito de San Martín de Porres) , 16 de febrero de 1980) es un exfutbolista peruano. Jugaba de defensa central y tiene 45 años.

## Clubes
| Club                | País | Año         |
| ------------------- | ---- | ----------- |
| Deportivo Municipal | Perú | 1998-1999   |
| Deportivo Aviación  | Perú | 2000        |
| Olímpico Somos Perú | Perú | 2001        |
| Unión Huaral        | Perú | 2002-2003   |
| Sport Áncash        | Perú | 2004-2006   |
| Deportivo Municipal | Perú | 2007        |
| FBC Melgar          | Perú | 2008        |
| CNI                 | Perú | 2009        |
| FBC Melgar          | Perú | 2010        |
| Alianza Unicachi    | Perú | 2011        |
| José Gálvez FBC     | Perú | 2012-2013   |
| Alianza Universidad | Perú | 2014-2015   |
| Cultural Santa Rosa | Perú | 2016 - 2017 |

## Palmarés

### Campeonatos nacionales
| Título           | Club         | País | Año  |
| ---------------- | ------------ | ---- | ---- |
| Segunda División | Aviación     | Perú | 2000 |
| Segunda División | Unión Huaral | Perú | 2002 |
| Copa Perú        | Sport Áncash | Perú | 2004 |
| Copa Federación  | José Gálvez  | Perú | 2012 |